# Granville Sharp
Granville Sharp (Durham, 10 novembre 1735 – Londra, 6 luglio 1813) è stato un attivista inglese, uno dei primi sostenitori inglesi per l'abolizione del commercio degli schiavi.

## Biografia
Funzionario presso il Board of Ordnance di Londra, il suo coinvolgimento nell'abolizionismo ebbe inizio nel 1767, quando difese legalmente uno schiavo originario delle Barbados, gravemente ferito dal suo padrone. Sempre più devoto alla causa, continuò a patrocinare cause simili per provocare un precedente giuridico contro la giustificazione legale della schiavitù.
 Nel 1769 pubblicò il primo trattato che rigettava esplicitamente la schiavitù pubblicato in Inghilterra, dal titolo A Representation of the Injustice and Dangerous Tendency of Tolerating Slavery.
Sharp pianificò di stabilirsi in Sierra Leone e fondò la St. George Bay Company, una precorritrice della Sierra Leone Company.
I suoi sforzi portarono sia alla fondazione della Provincia della libertà e più tardi alla Freetown. Pertanto è considerato uno dei padri fondatori della Sierra Leone.
Fu anche un biblista, classicista e un musicista di talento.